# Bohumír Mráz
Bohumír Mráz (4. srpna 1930, Úsilné – 18. března 2001, Praha) byl historik a teoretik umění, kurátor, překladatel, středoškolský a vysokoškolský pedagog a redaktor. Manžel historičky umění Marcely Mrázové.

## Životopis
Absolvoval Masarykovo gymnázium v Plzni (1941–1949) a poté v letech 1949–1953 studoval na Filozofické fakultě Univerzity Karlovy dějiny umění (prof. Vojtěch Volavka, Jan Květ, Jaroslav Pešina) a historii. Roku 1953 obhájil diplomovou práci Karel Postl a základy české krajinomalby, která mu byla roku 1967 uznána jako rigorózní (PhDr.).
Od roku 1954 působil jako asistent prof. Vojtěcha Volavky na Katedře dějin umění Filozofické fakulty UK, ale roku 1960 byl z politických důvodů donucen odejít. Pracoval pak jako redaktor Nakladatelství československých výtvarných umělců, 1961–1962 jako nezávislý publicista, od roku 1962 byl redaktorem Československé vlastivědy nakl. Horizont. Svazek Československá vlastivěda: Lidová kultura, díl III, vyšel roku 1968, následující Film a fotografie byl po sovětské okupaci skartován.
Roku 1969 byl rehabilitován, ale počátkem normalizace byl opět perzekvován a nemohl se vrátit na FF UK. V letech 1969–1975 byl redaktorem nakladatelství Horizont, v letech 1972–1990 působil jako učitel dějin umění na Střední průmyslové škole grafické v Praze, v letech 1976–1977 též na Vyšší uměleckoprůmyslové škole v Praze na Žižkově, 1988–2001 na Výtvarné škole Václava Hollara. Po pádu komunistického režimu působil jako vysokoškolský pedagog a přednášel dějiny umění a filozofii na FAMU v Praze a na Institutu tvůrčí fotografie FF Slezské univerzity v Opavě.
Působil jako kritik a recenzent časopisů Výtvarná práce a Výtvarné umění (1957–1970), v 60. letech byl výtvarným redaktorem časopisu Tvář. Od roku 1966 byl členem AICA, v letech 1965–1970 člen výstavní komise a komisař výstavní síně na Karlově náměstí.
Publikoval odborné články v časopisech Umění, Výtvarné umění, Výtvarná kultura, Výtvarná práce, Ateliér, Dějiny a současnost, Tvář, Listy, Estetická výchova, Typografia, Umění a řemesla, ad. Přispěl do Nové encyklopedie českého výtvarného umění (Dodatky, 2006).

## Dílo
Bohumír Mráz byl všestranný historik umění s hlubokou znalostí filozofie. Jako žák Vojtěcha Volavky se věnoval také uměleckohistorické a kulturněhistorické topografii. Zabýval se i psychologií umění a zastával názor, že dějiny umění se neobejdou bez mezioborové spolupráce. 
Od roku 1959 přednášel o moderním výtvarném umění, což bylo roku 1960 důvodem ukončení jeho pracovního poměru na Filozofické fakultě UK. Roku 1958 se na výstavě na Filozofické fakultě UK seznámil s Mikulášem Medkem a od té doby se zabýval soustavně jeho dílem. Pokusil se o souhrnnou charakteristiku postsurrealistických tendencí, pro které zavedl pojem „pražská umělecká škola“ a jako vůdčí osobnost označil Mikuláše Medka. Roku 1965 uváděl jeho první výstavu v Nové síni a připravil Medkovu monografii roku 1970. Další monografie (1989) už nemohla vyjít a část textu se stala součástí Medkova katalogu k výstavě v Rudolfinu (2002), kterou chystal s Antonínem Hartmannem, ale jejího otevření se nedožil.
Roku 1960 spolupracoval na přípravě soukromých ateliérových výstav Konfrontace a uváděl první výstavu Karla Nepraše. Byl rovněž teoretikem skupiny Konfrontace, která neúspěšně žádala o registraci. Mrázova teoretická a kritická práce spoluvytvářela atmosféru 60. let. Články o pražských výstavách a obsáhlé recenze domácích i zahraničních publikací psal převážně pro časopis Výtvarná práce. Zahajoval Výstavu D v Nové síni (1964), ale katalog k výstavě byl rozmetán a Mrázův text vyšel až po pádu režimu v publikaci Český informel (1991).
Jako kurátor připravil roku 1967 výstavy moderního českého umění v Německu (Moderne Kunst aus Prag, Celle, Soest, Kiel), roku 1969 výstavu Mikuláše Medka v Hradci Králové, do roku 1970 ještě několik výstav v Galerii na Karlově náměstí (Novák, Pacner, Kostka) a výstavu Stanislava Podhrázského v Karlových Varech (1971). V době normalizace byl spolu s fotografy Ladislavem Neubertem a Karlem Kuklíkem autorem knih o městských a krajinných celcích Karlovy Vary, Šumava, Český kras pro nakladatelství Panorama, a autorem monografií pro nakladatelství Obelisk, Odeon a Horizont, z nichž některé vyšly i cizojazyčně. Jeho nejrozsáhlejšími díly jsou Encyklopedie světového malířství (1975) a několikadílné Dějiny výtvarné kultury (1988–2002). V Mrázově pozůstalosti zůstaly nedokončené práce Zápisník Josefa Navrátila, Kubismus (1973), České malířství, Mikuláš Medek (1989), Secesní památky nového židovského hřbitova (1993).